# Jakabovi

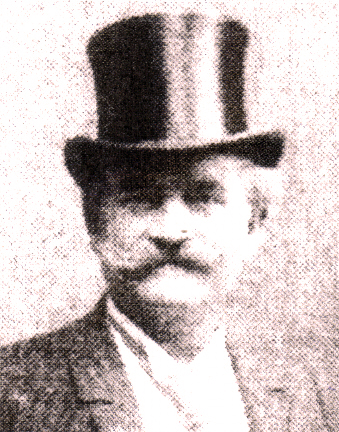
Péter Jakab

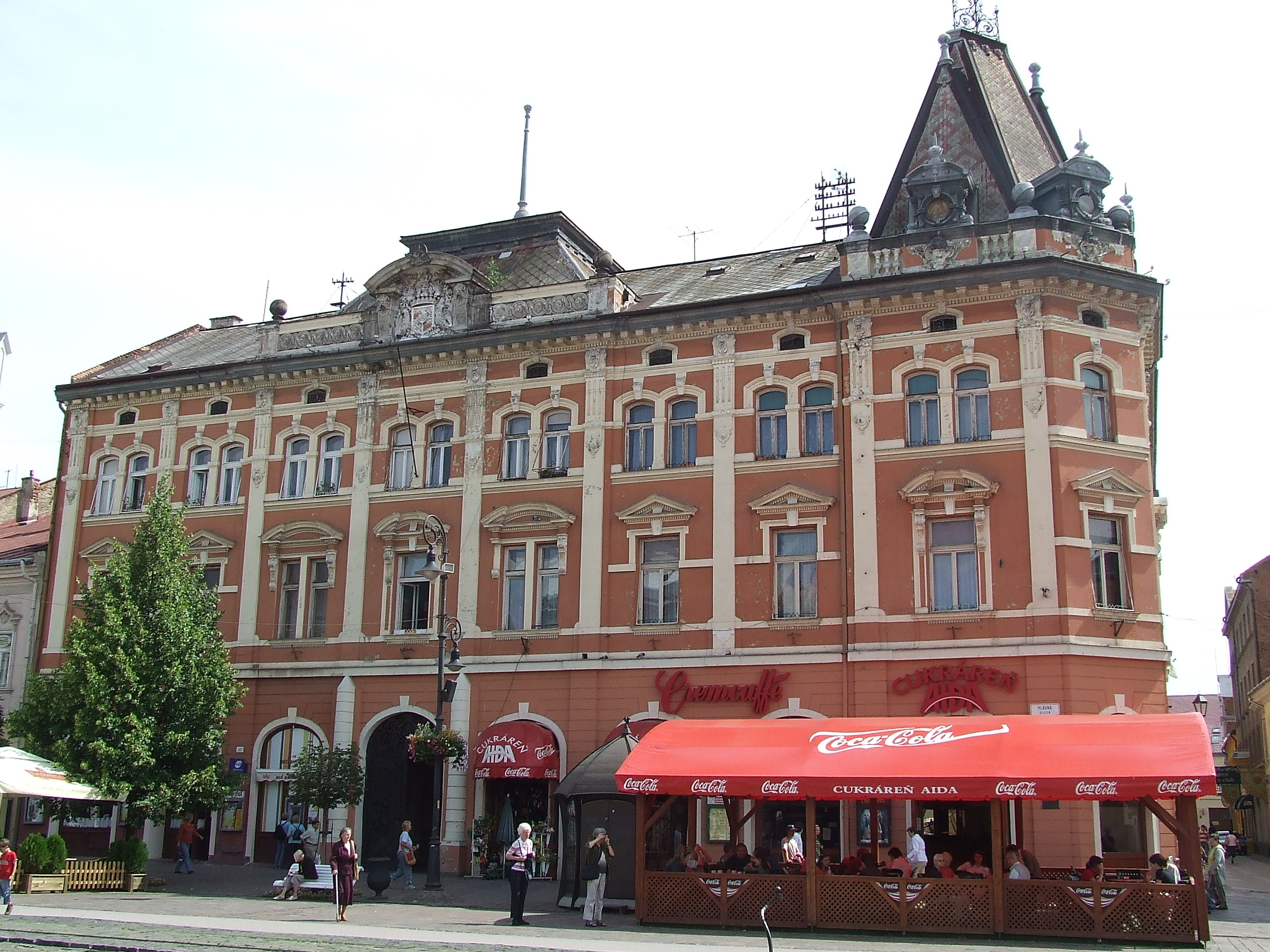
Andrássyho palác v Košicích

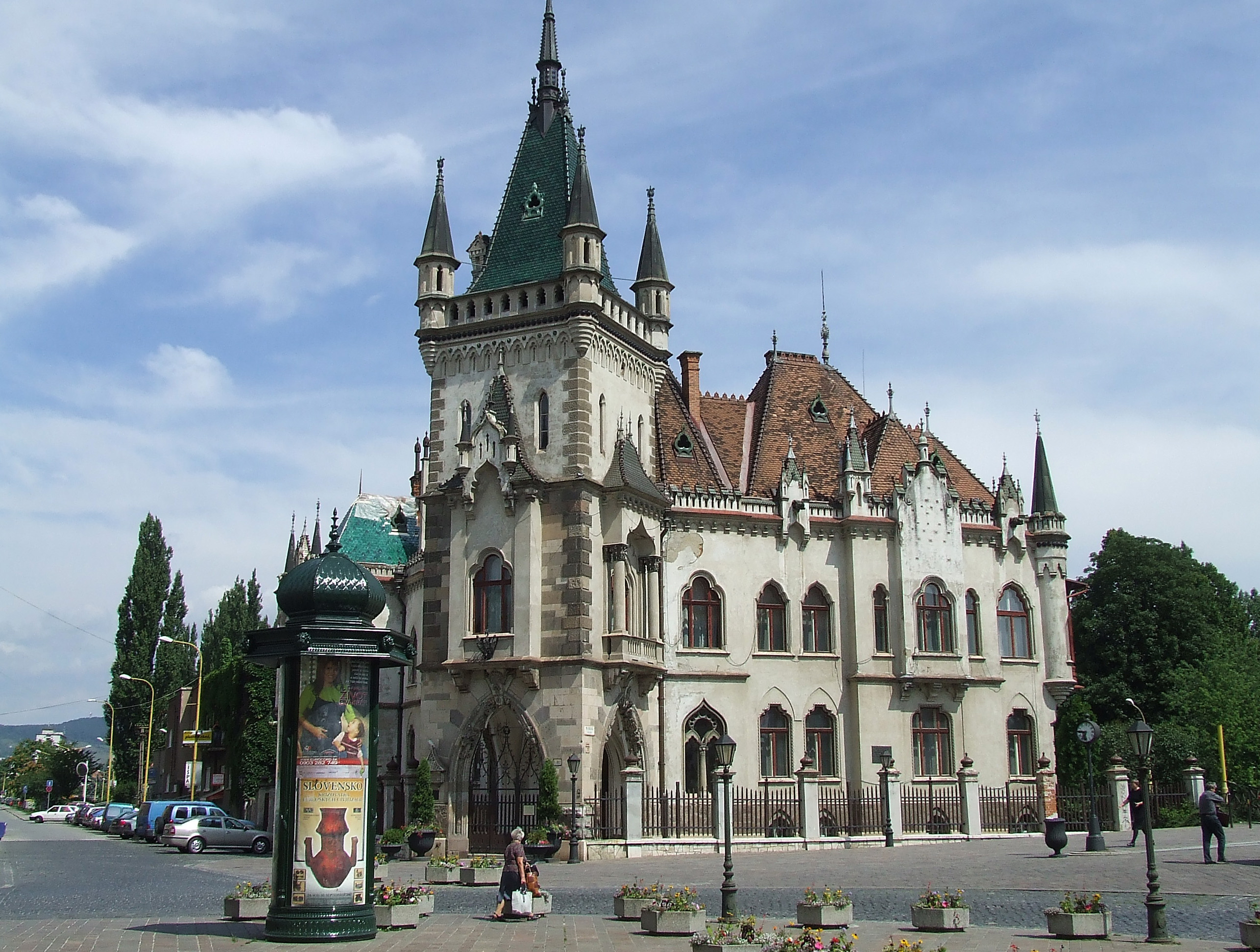
Jakabov Palác v Košicích

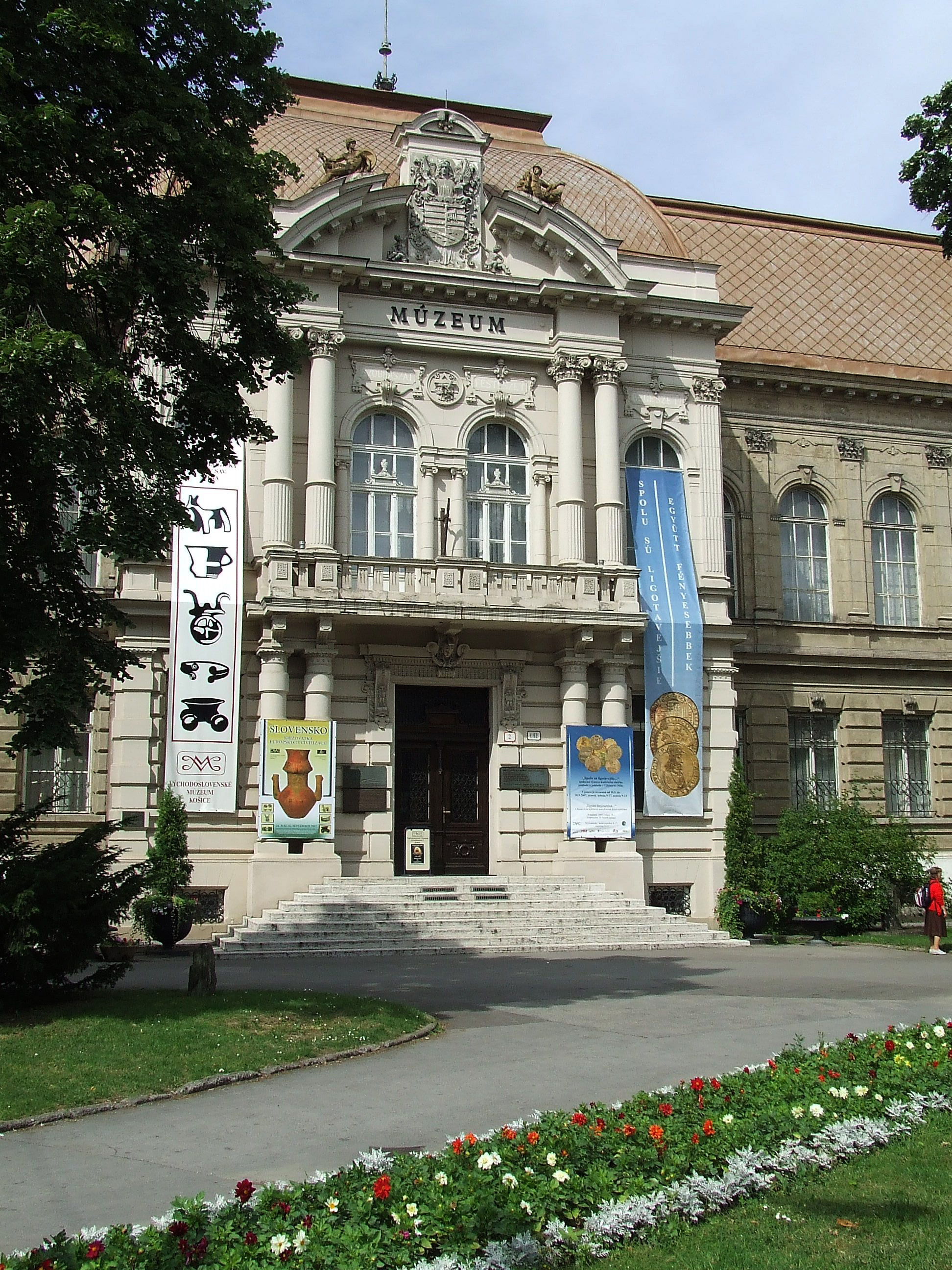
Východoslovenské muzeum v Košicích

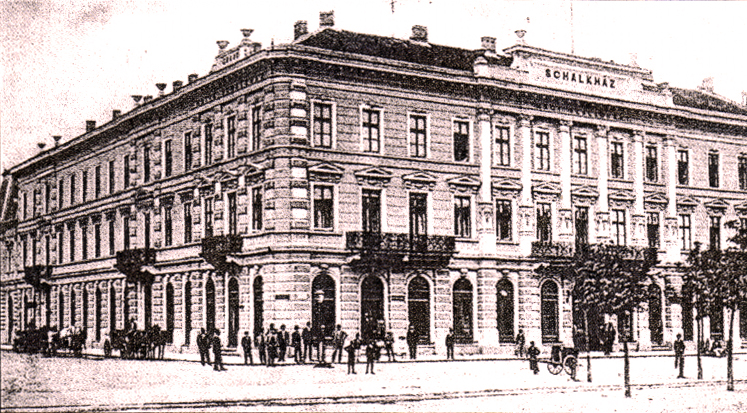
Bývalý hotel Schalkház v Košicích

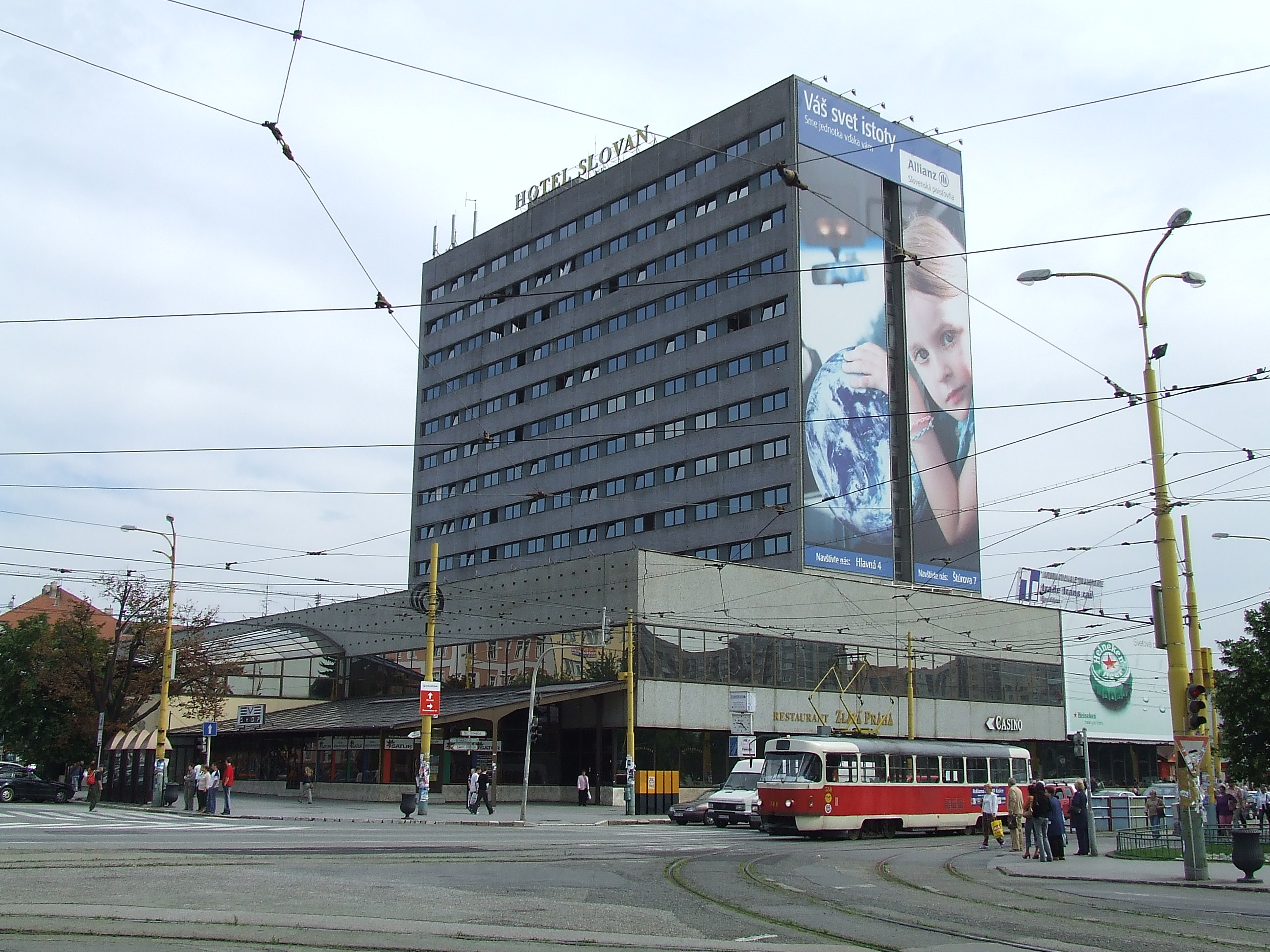
Hotel Slovan postavený na místě bývalého hotelu Schalkház

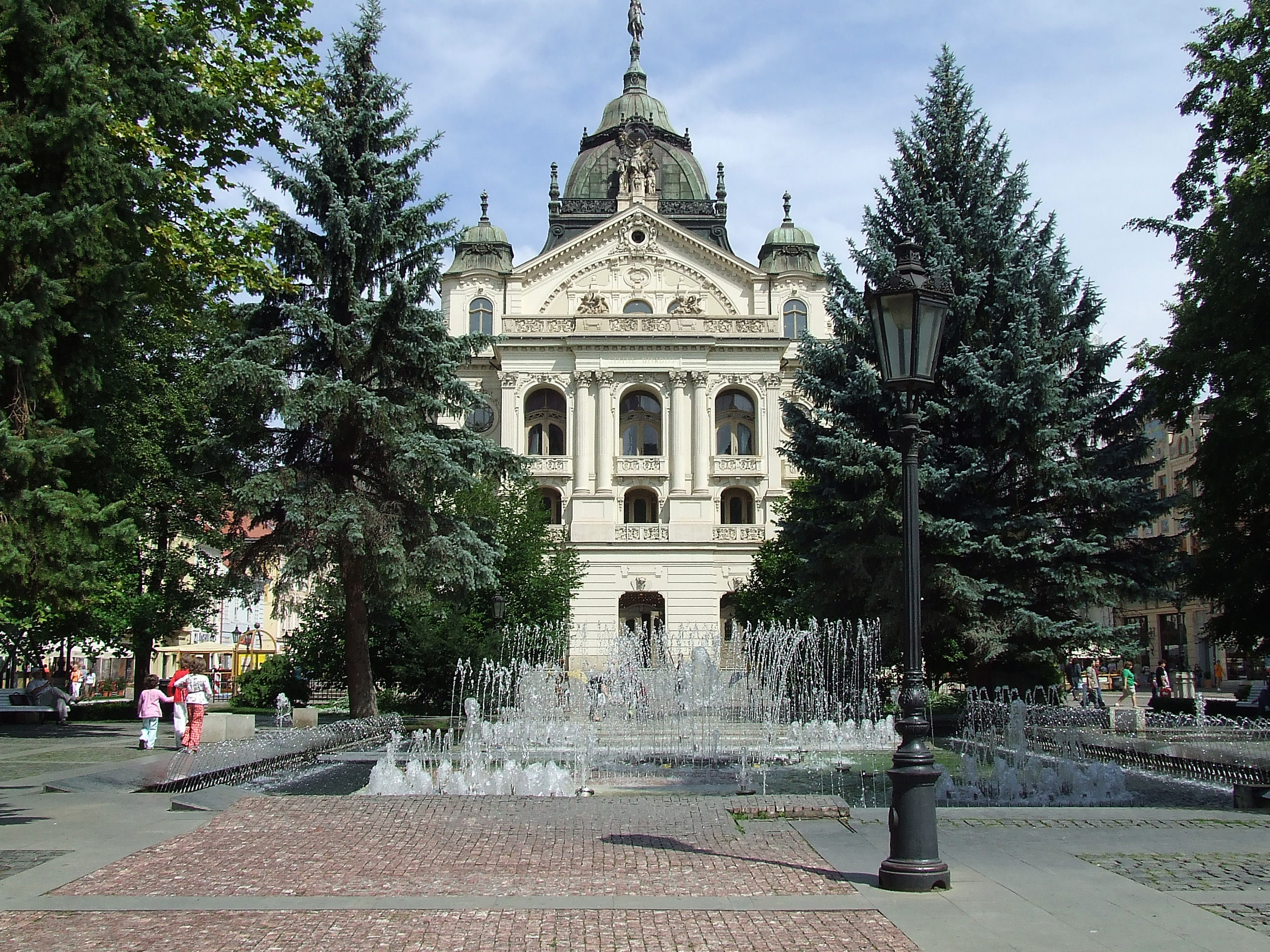
Štátne divadlo v Košicích

Jakabovi byla významná rodina košických architektů a stavitelů. 

## Biografie členů rodiny

### Péter Jakab
Narodil se 1. září 1834 v Košicích. V šťastném manželství s Josefou, rod. Hanserovou, prožil 44 let. Vychovali spolu tři syny – Árpáda, Gejzu a Vojtěcha. V roce 1860 založil v Košicích stavební firmu, která několik desetiletí prosperovala v oblasti stavebního podnikání a architektury. Roku 1876 se stal majitelem obchodu se stavebninami. Od roku 1878 vlastnil v Košicích cihelnu. Na zemské výstavě v Budapešti roce 1885 získal za expozici, kterou prezentoval výsledky svého více než dvacetiletého úspěšného stavebního podnikání, zlatou medaili. V roce 1889 byl jedním z zakládajících členů zednářské lóže Resurrexit v Košicích. Cihelnu, vlajkovou loď rodinné firmy, roku 1898 s důvěrou svěřil svému nejmladšímu synovi Vojtěchovi – šikovnému podnikateli. Zemřel 20. dubna 1903. S významným architektem se 23. dubna 1903 na hřbitov Rozália v Košicích přišlo kromě blízké rodiny rozloučit množství truchlících. Pohřební vůz byl v čele plně naložený věnci a za ním šlo v nedohlednu množství lidí a kočárů.

### Árpád Jakab
Narodil se 4. března 1861 v Košicích jako prvorozený syn Pétera Jakab. V 70. – 80. letech 19. století studoval na reálce v Košicích, později na technice ve Vídni. Od roku 1894 spolu s bratrem Gejzou zůstali věrni rodinné tradici a založili si vlastní stavební podnik. Po smrti otce vedli jeho stavební firmu. V roce 1908 odešel do Budapešti. Dobový tisk konstatoval, že Košice přišly o šikovného architekta. Zemřel v září 1927 v Košicích.

### Gejza Jakab
Narodil se 13. prosince 1863 v Košicích. Od roku 1894 spolu s bratrem Árpádem realizovali v Košicích množství budov – Vyšší dívčí školu, školu pro porodní asistentky, muzeum, kasárna, banky, Jakabov palác. Od roku 1908 vedl stavební firmu v Košicích. Zemřel 2. prosince 1915 v Košicích.

### Vojtech Jakab
Narodil se 17. října 1870 v Košicích jako nejmladší syn manželů Jakabovců. Mezi sourozenci měl největší podnikatelské schopnosti. Od roku 1898 vedl rodinnou cihelnu v Košicích. Na postu ředitele cihelny setrval i po sloučení s hornouherskou stavební společností v roce 1918. Zemřel roku 1952 v Košicích ve věku 82 let. 
Členové rodiny architektů a stavebních podnikatelů Jakabovců jsou pohřbeni v rodinné hrobce na hřbitově Rozália v Košicích.

## Jakabovi a jejich působení ve stavebnictví
Působení rodiny architektů a stavitelů Jakabovců od 70. let 19. století tvořilo neodmyslitelnou součást sílícího stavebního podnikání v Košicích. Péter Jakab, nejstarší z rodu, položil základy rodinné firmy. Kromě podnikání v oblasti stavebnictví aktivně působil v městském zastupitelstvu, byl členem Živnostenského společenství, presbyterstva evangelické církve a zednářské lóže. Aby se prosadil na poli stavebnictví, vložil investice do koupě cihelny. Věděl, že dobrá architektura, to není jen dobrý projekt od architekta, ale že kvalita architektonického díla závisí i na použitých stavebních materiálech, progresivních stavebních postupech a technologiích. Jeho parní cihelna a obchod se stavebním materiálem patřily k nejvyhledávanějším v širokém okolí. V oblibě byly zejména keramické výrobky. Od roku 1895 jeho cihelna vyráběla i keramické stavební prefabrikáty. O kvalitě nabízeného sortimentu vypovídá i fakt, že firma Jakabovců patřila k hlavním dodavatelům stavebního materiálu na rekonstrukci katedrály svaté Alžběty v Košicích. Na zemské výstavě v Budapešti roce 1885 Péter Jakab vystavoval výsledky a produkty svého podnikání na 46 tisících m2 výstavní plochy. Jeho tři synové Árpád, Gejza a Vojtech pokračovali v rodinné tradici. Je zajímavé, že pouze Árpád, který se projevil i jako literát – psal básně, měl architektonické vzdělání. Vystudoval na technice ve Vídni. Působil v Olomouci a v Budapešti. Od roku 1894 začal podnikat spolu s bratrem Gejzou. Věnovali se projekci a realizaci staveb a vedle rodiny Répászkých patřili k nejproduktivnějším stavebním podnikatelům v Košicích. Nejmladší syn Pétera Jakab Vojtech úspěšně přebral po otci stavební podnikání a stal se ředitelem košické cihelny. Na začátku zmíněných podnikatelských úspěchů dvou generaci stál však nejstarší z rodu Jakabových – Péter. Za celoživotní přínos v oblasti stavebnictví získal zlatý záslužný kříž Františka Josefa. 
Když roce 1860 Péter Jakab založil stavební firmu, ještě netušil, že položil základy jednoho z nejvíce prosperujících stavebních podniků na východě Slovenska. Pro tento druh podnikání dokázal nadchnout i své tři syny Árpáda, Gejzy a Vojtěcha. Základem rodinného podnikání se stala parní cihelna, kterou Jakabovi vlastnili od roku 1878. Cihelna Jakabovců na Moldavskej ceste spolu s cihelnou Hornouhorskej stavebnej spoločnosti podnítily stavební konjunkturu v Košicích a okolí. Roku 1895 cihelnu modernizovali a rozšířili její sortiment o speciální cihly terakota. Ředitelem cihelny se roku 1898 stal Vojtech Jakab, který nasbíral zkušenosti z tohoto odvětví i v zahraničí a úspěšně se věnoval podnikání na poli stavebnictví. 

### Hotel Schalkház Košice
Dne 14. srpna 1873 košický velkopodnikatel s vínem Leopold Schalkház otevřel hotel Schalkház, který patřil k nejluxusnějším objektům v Košicích. Předurčovala ho k tomu nejen výhodná poloha na Hlavní ulici, ale i jeho architektura, která mu v souvislosti se známým jménem majitele přinesla prosperitu. Stavbu realizovala firma Pétera Jakaba podle plánů L. Freya, košického architekta působícího v Budapešti. Mimořádná kvalita stavebních prací a dokonalé řemeslné vypracování interiérů vypovídaly o vzájemném dialogu architekta a stavitele, jehož výsledkem bylo pozoruhodné architektonické dílo. V současnosti na jeho místě stojí hotel Slovan. Součástí hotelu v eklektickém slohu byl koncertní sál, ve které vystupovali mnozí proslulí umělci té doby, např. světoznámý italský zpěvák Enrico Caruso. Po smrti zakladatele hotel zdědil jeho syn Leopold Schalkház ml. 

### Divadlo, muzeum, škola, palác
Stavební aktivity rodiny Jakabovců v Košicích a okolí přinášeli spolupráci s významnými architekty. Podle projektu budapešťského architekta V. Czieglera postavili Jakabovi roce 1898 Andrássyho palác na Hlavní ulici v Košicích. Árpád a Gejza Jakabovi navrhli a spolu s architektem a stavebním podnikatelem M. Répászkym postavili i budovu košického muzea. Stavební firma Jakabových se podílela i na výborné architektonické úrovni secesní Vyšší dívčí školy od J. Partose. Roku 1899 podle plánů A. Langa a A. Steinhardta Jakabovi opět spolu s M. Répászkym postavili košické městské divadlo a pro architekta J. Huberta realizovali filiálku Rakousko-uherské banky v Košicích. 

### Romantismus na břehu Mlynského potoka
Vliv regotizace košického dómu, na jehož obnovu firma Jakabových dodávala stavební materiál, se projevil i při návrhu tzv. Jakabova paláce. Postavili ho v roce 1899 podle projektu Árpáda a Gejzy Jakabových. V romantickém konceptu rodinného sídla, které sloužilo potřebám bydlení i podnikatelským aktivitám, nacházíme několik tendencí – gotickou a orientální inspiraci, secesní motivy a prvky britské obrody řemesel a umění. Uplatnily se na fasádě, v hmotové skladbě i prostorovém konceptu. Požadavky na komfort bydlení a reprezentaci prosperující firmy se naplnily, forma a funkce architektonického díla se ocitly ve vzájemném souladu. Romantický dojem umocňovala i samotná poloha objektu v blízkosti městského parku na břehu Mlynského potoka.